# Romică Țociu
Romică Țociu (n. 5 ianuarie 1962, Craiova, România) este un actor român, care formează un cuplu umoristic cu Cornel Palade. Numele său real este Constantin Romeo Toma Țociu.

## Filmografie
- Meseriașii (2006) - serial TV
- Poveste de cartier (2008)
- Bravo tata!(2023)